# Kortala
Kortala är en ort i Azerbajdzjan.   Den ligger i distriktet Balakən Rayonu, i den nordvästra delen av landet, 300 km väster om huvudstaden Baku. Kortala ligger 213 meter över havet och antalet invånare är 2 996.
Terrängen runt Kortala är platt. Närmaste större samhälle är Belokany, 12,5 km norr om Kortala.
Omgivningarna runt Kortala är en mosaik av jordbruksmark och naturlig växtlighet. Runt Kortala är det ganska tätbefolkat, med 80 invånare per kvadratkilometer.